# Amanda Oliveira
Catherine Amanda Badocco Helene de Oliveira (Paris, 6 de janeiro de 1987) é uma jogadora de polo aquático brasileira. É irmã gêmea da também jogadora Tess Oliveira.

## Carreira
Amanda integrou a equipe do Brasil que finalizou em oitavo lugar nos Jogos Olímpicos de 2016, no Rio de Janeiro.